# Ang.: Lone
Ang.: Lone (Angående Lone) är en dansk dramafilm från 1970 och filmens originaltitel är "Ang. Lone". Filmen är 105 minuter lång och handlar om en 16-årig handikappad flicka. Filmen är regisserad av Franz Ernst och manuset är skrivet av Charlotte Strandgård samt Franz Ernst. 1971 vann filmen Bodilpriset för bästa danska film. Samma år nominerades även filmen till Guldbjörnen på Berlins filmfestival och vann priset "Special Recognition" (Speciellt erkännande) på Berlins filmfestival.

## Skådespelare i urval
- Pernille Kløvedal - Lone
- Steen Kaalø - Niels
- Margit Iversen - Margit
- Peter Engberg - Chaufför i jeep
- Katrine Jensenius - Margits väninna
- Kim Larsen - Vän till Margits väninna
- Leif Mønsted - Kvacksalvare
- Flemming Dyjak
- Elinor Brungård
- Lisbet Lundquist
- Gitte Reingaard
- Niels Schwalbe

## Medverkande
- Mogens Skot-Hasen - producent
- Peter Roos - foto
- Christian Hartkopp - filmklippning
- Janus Billeskov Jansen - filmnklippning
- Lars Kolvig - produktionsledare
- Bjarne Vestergaard - produktionsledare
- Keld Hansen - ljud
- Jacob Trier - ljudassistent
- Gasolin' - musik
- Morten Bruss - kameraassistent
- Troels Kløvedal - ljustekniker
- Eva Hammershøy - skripta